# Христоцентризм
Христоцентри́зм — назва поглядів, згідно яким Ісус Христос займає центральне місце у всіх теологічних побудовах, християнське розуміння Ісуса Христа як основи для правильного пізнання Бога, людини і всього всесвіту, вчення про Ісуса Христа як про «мірило всіх речей».
Для християн втілення Бога є центральною подією людської історії та історії всього Всесвіту. Боголюдина Ісус Христос — Спаситель і Визволитель людського роду, який відкрив шлях для перетворення людини і всього створеного світу в кращу сторону. Ісус Христос — джерело духовного життя християн, наріжний камінь Богопізнання, Засновник і Глава Церкви як спільноти тих хто ним змінюється і спасається. У християнському розумінні він є вершиною і кульмінацією всієї духовної людської історії, бо в ньому здійснилося з'єднання Божественної і людської природи. Він і Вершина всієї історії всесвіту, історії всього створеного світу. У Ньому створене єство було піднесене на недоступну досі висоту, бо вперше пов'язане з єством не створеним. Він — осередок всієї світобудови, запорука з'єднання всього створеного з Богом, надія на перетворення Богом усього світу.
Відомий приклад христоцентризму це теологія Карла Барта (1886—1968). Також отримав розвиток в роботах о. Іоанна Меєндорфа по христології — перш за все, в його книзі «Христос у візантійському богослов'ї»